# Atatürkův most
Atatürkův most (turecky Atatürk Köprüsü), známý také jako most Unkapanı, je dálniční most nad zaplaveným říčním údolím Zlatý roh (turecky Haliç) v Istanbulu v Turecku. Je pojmenován po zakladateli a prvním prezidentovi Turecka Mustafu Kemalovi.

## Historie
Původně zde výše proti proudu řeky stál most pojmenovaný Hayratiye, dokončený v roce 1836 a spojující čtvrti Unkapanı a Azapkapı. Jeho stavbu si objednal osmanský sultán Mahmut II. Na stavbu dohlížel Ahmed Fevzi Pasha, vrchní velitel osmanské flotily (Kaptan Paşa) a císařských loděnic (Tersâne-i Âmire) na Zlatém rohu.
Otevření mostu se v roce 1836 osobně účastnil sultán Mahmut II., který přes most projel na koni. Tento původní most byl asi 400 metrů dlouhý a 10 metrů široký. Byl postaven jako zvedací pro umožnění průjezdu velkých lodí.
V roce 1875 byl most nahrazen novým železným mostem, postaveným francouzskou firmou za cenu 135 000 osmanských zlatých lir. Byl 480 metrů dlouhý a 18 metrů široký. Sloužil od roku 1875 až do roku 1912, kdy byl po skončení své životnosti rozebrán.
V roce 1912 byla konstrukce nedalekého třetího Galatského mostu rozebrána a znovu sestavena na dnešním místě Atatürkova mostu. Most byl užíván až do roku 1936, kdy byl při bouři poškozen.
Současný, čtvrtý most na tomto místě, byl postaven v letech 1936 a 1940, a uveden do provozu s názvem Atatürkův most. Je 477 metrů dlouhý a 25 metrů široký.